# Federal German Ship
Als Federal German Ship (etwa: „Bundesdeutsches Schiff“) oder FGS werden die Schiffe der Deutschen Marine bezeichnet.
Im Gegensatz zu USS für die Kriegsschiffe der Vereinigten Staaten ist die Bezeichnung FGS kein offizieller Bestandteil des Schiffsnamens, sondern vor allem eine innerhalb der NATO gängige administrative Abkürzung.